# Grand Prix Formule 1 van België 1982
De Grand Prix Formule 1 van België 1982 werd gehouden op 9 mei op Zolder.

## Uitslag
| Pos. | Nr. | Coureur            | Constructeur   | Rondes | Tijd / Oorzaak uitval | Grid | Punten |
| ---- | --- | ------------------ | -------------- | ------ | --------------------- | ---- | ------ |
| 1    | 7   | John Watson        | McLaren-Ford   | 70     | 1:35:41.995           | 10   | 9      |
| 2    | 6   | Keke Rosberg       | Williams-Ford  | 70     | + 7.268               | 3    | 6      |
| 3    | 25  | Eddie Cheever      | Ligier-Matra   | 69     | + 1 Ronde             | 14   | 4      |
| 4    | 11  | Elio de Angelis    | Lotus-Ford     | 68     | + 2 Rondes            | 11   | 3      |
| 5    | 1   | Nelson Piquet      | Brabham-BMW    | 67     | + 3 Rondes            | 8    | 2      |
| 6    | 20  | Chico Serra        | Fittpaldi-Ford | 67     | + 3 Rondes            | 23   | 1      |
| 7    | 29  | Marc Surer         | Arrows-Ford    | 66     | + 4 Rondes            | 22   |        |
| 8    | 18  | Raul Boesel        | March-Ford     | 66     | + 4 Rondes            | 24   |        |
| 9    | 26  | Jacques Laffite    | Ligier-Matra   | 66     | + 4 Rondes            | 17   |        |
| DSQ  | 8   | Niki Lauda         | McLaren-Ford   | 70     | Gediskwalificeerd     | 4    |        |
| DNF  | 5   | Derek Daly         | Williams-Ford  | 60     | Spin                  | 13   |        |
| DNF  | 17  | Jochen Mass        | March-Ford     | 60     | Motor                 | 25   |        |
| DNF  | 15  | Alain Prost        | Renault        | 59     | Spin                  | 1    |        |
| DNF  | 2   | Riccardo Patrese   | Brabham-BMW    | 52     | Spin                  | 9    |        |
| DNF  | 30  | Mauro Baldi        | Arrows-Ford    | 51     | Gaspedaal             | 26   |        |
| DNF  | 31  | Jean-Pierre Jarier | Osella-Ford    | 37     | Broken Wing           | 16   |        |
| DNF  | 22  | Andrea de Cesaris  | Alfa Romeo     | 34     | Versnellingsbak       | 6    |        |
| DNF  | 4   | Brian Henton       | Tyrrell-Ford   | 33     | Motor                 | 20   |        |
| DNF  | 3   | Michele Alboreto   | Tyrrell-Ford   | 29     | Motor                 | 5    |        |
| DNF  | 35  | Derek Warwick      | Toleman-Hart   | 29     | Transmissie           | 19   |        |
| DNF  | 36  | Teo Fabi           | Toleman-Hart   | 13     | Remmen                | 21   |        |
| DNF  | 12  | Nigel Mansell      | Lotus-Ford     | 9      | Koppeling             | 7    |        |
| DNF  | 16  | René Arnoux        | Renault        | 7      | Turbo                 | 2    |        |
| DNF  | 9   | Manfred Winkelhock | ATS-Ford       | 0      | Koppeling             | 12   |        |
| DNF  | 23  | Bruno Giacomelli   | Alfa Romeo     | 0      | Botsing               | 15   |        |
| DNF  | 10  | Eliseo Salazar     | ATS-Ford       | 0      | Botsing               | 18   |        |
| DNF  | 28  | Didier Pironi      | Ferrari        |        | Teruggetrokken        |      |        |
| DNF  | 27  | Gilles Villeneuve  | Ferrari        |        | Fataal ongeval        |      |        |
| DNQ  | 14  | Roberto Guerrero   | Ensign-Ford    |        |                       |      |        |
| DNQ  | 33  | Jan Lammers        | Theodore-Ford  |        |                       |      |        |
| DNPQ | 32  | Riccardo Paletti   | Osella-Ford    |        |                       |      |        |
| DNPQ | 19  | Emilio de Villota  | March-Ford     |        |                       |      |        |

## Wetenswaardigheden
- Gilles Villeneuve vond de dood bij een ongeval in de kwalificatie.

## Statistieken
| Pole-position | Alain Prost | Renault      | 1:15.701 |
| Snelste ronde | John Watson | McLaren-Ford | 1:20.214 |

## Noot
- Dit waren de eerste rondes als raceleider voor Keke Rosberg en voor een Finse coureur.
- Eerste podiumplaats voor Eddie Cheever.

1925 · 1930 · 1931 · 1933 · 1934 · 1935 · 1937 · 1939 · 1947 · 1949 · 1950 · 1951 · 1952 · 1953 · 1954 · 1955 · 1956 · 1958 · 1960 · 1961 · 1962 · 1963 · 1964 · 1965 · 1966 · 1967 · 1968 · 1970 · 1972 · 1973 · 1974 · 1975 · 1976 · 1977 · 1978 · 1979 · 1980 · 1981 · 1982 · 1983 · 1984 · 1985 · 1986 · 1987 · 1988 · 1989 · 1990 · 1991 · 1992 · 1993 · 1994 · 1995 · 1996 · 1997 · 1998 · 1999 · 2000 · 2001 · 2002 · 2004 · 2005 · 2007 · 2008 · 2009 · 2010 · 2011 · 2012 · 2013 · 2014 · 2015 · 2016 · 2017 · 2018 · 2019 · 2020 · 2021 · 2022 · 2023 · 2024 · 2025 · 2026 · 2027 · 2029 · 2031